# ヴァイマル
ヴァイマル（ドイツ語: Weimar、ドイツ語発音: [ˈvaɪmaɐ] ( 音声ファイル) ヴァイマー）は、ドイツ・テューリンゲン州の都市で、主要な歴史的文化都市のひとつ。ワイマール、ヴァイマール、ワイマル、ヴァイマー、ワイマー、ウァイマーなどとも表記される。慣用的に「ワイマール」と表記されることが多い。
面積は84.48km2、人口は約66,000人。主な宗教はキリスト教プロテスタントルター派。1999年には欧州文化首都に選ばれている。

## 地勢
州都エアフルトから東に20キロメートルほどの平地に開けた町である。ヴァイマルとは“聖なる泉”を意味する言葉といわれている。東隣20キロメートルほどの離れたところには古い大学町イェーナがある。

## 文化
神聖ローマ帝国時代にはザクセン＝ヴァイマル公国（帝国解体後ザクセン＝ヴァイマル＝アイゼナハ大公国）の首都であった。公国時代には、J.S.バッハが宮廷音楽家を務め、またゲーテが宰相として仕えたことで知られる。市中心部には、ゲーテの旧邸宅がほぼ原型のままで保存されている。ゲーテ旧邸宅から300mほどの場所にあるヴァイマル国民劇場は、ゲーテやフリードリヒ・シラーらが自作のオリジナル演劇作品を上演したドイツ古典主義関係の歴史的遺構である。ここでは、いまでも現代の演出家による作品が公開され、オペラなども定期的に上演されている。これらの建物は古典主義の都ヴァイマルの名で、世界遺産（文化遺産）に登録されている。ほかヴァイマルにはヘルダーの旧宅などがある。
国民劇場の正面向かい側には、広場をはさんでバウハウス博物館がある。周辺には、グロピウスの主宰したバウハウスの旧校舎（現在バウハウス大学ヴァイマル）およびヴァイマル市民会館などバウハウス関係の建築物が点在する。これらのうち3件の建築物がヴァイマルとデッサウのバウハウスとその関連遺産群の一部として、1996年に世界遺産（に登録されている。
ヴァイマルは、第一次世界大戦後の1919年に憲法制定会議が行われた地として知られている。会議が行われた場所は、ヴァイマル国民劇場である。ここで制定された憲法をヴァイマル憲法（Weimarer Reichsverfassung、ワイマール憲法）、この憲法に基づいた1919年から1933年までのドイツ共和国をヴァイマル共和国（Weimarer Republik、ワイマール共和国）と呼ぶ。
ヴァイマルの街中から北西に7kmのところに、ナチス時代のブッヘンヴァルト強制収容所の遺構がある。

## 姉妹都市
- ハメーンリンナ、フィンランド
- ブロワ、フランス
- トリーア、ドイツ
- シエナ、イタリア
- ザモシチ、ポーランド

## 友好関係都市
- 鎌倉、日本
- シーラーズ、イラン
- フルダ、ドイツ